# Suračevo
Suračevo (cirill betűkkel Сурачево) egy falu Szerbiában, a Piroti körzetben, a Babušnicai községben.

## Népesség
- 1948-ban 802 lakosa volt.
- 1953-ban 774 lakosa volt.
- 1961-ben 682 lakosa volt.
- 1971-ben 593 lakosa volt.
- 1981-ben 536 lakosa volt.
- 1991-ben 497 lakosa volt
- 2002-ben 444 lakosa volt,[1] akik közül 442 szerb (99,54%), 1 cigány és 1 ismeretlen.[2]